# Lista de pontes de Teresina
Lista de pontes de Teresina.

## Rio Parnaíba
- Ponte Metálica João Luis Ferreira - Ponte Metálica, inaugurada em 1938
- Ponte Engenheiro Antônio Noronha - Ponte Nova, inaugurada em 1972
- Ponte Presidente José Sarney - Ponte da Amizade, inaugurada em 2002.

## Rio Poti
- Ponte Presidente Juscelino Kubitschek - Ponte da Frei Serafim, inaugurada em 1959.
- Ponte Presidente Médici - rebatizada de Ponte Tancredo Neves, inaugurada em 1975.
- Ponte Petrônio Portela - Ponte da Primavera, inaugurada em 1979
- Ponte Mariano Castelo Branco - Ponte do Poty, inaugurada em 1992
- Ponte Wall Ferraz - inaugurada em 1995
- Ponte Estaiada João Isidoro França - Ponte Estaiada, inaugurada em 2010
- Ponte Leonel Brizola - Ponte do Mocambinho, inaugurada em 2011
- Ponte Anselmo Dias - inaugurada em 2016
- Ponte do Rodoanel - inaugurada em 2019.

## Em construção
- Ponte João Claudino Fernandes, ligará UFPI ao bairro Água Mineral. [2]

## Em projeto
- ponte ligando Timon e Teresina pela BR-226. [3]
- ponte binária ligará bairros Poti Velho e Santa Maria da Copidi.[4]